# Nagyváradi premontrei gimnázium
A nagyváradi premontrei gimnázium egy római katolikus egyházi középiskola volt a Partiumban, amely 1718 és 1945 között működött.

## Története
A gimnáziumot Benkovich Ágoston váradi megyéspüspök, pálos szerzetes alapította 1699-ben, 6000 forint adományozásával. Vezetését a  jezsuita rendre bízta. A Rákóczi-szabadságharc és a kedvezőtlen viszonyok miatt a tanítás csak 1718-ban kezdődött meg. Eleinte négy osztályból állott (parva, principia, media és suprema grammatica), amelyet két tanár tanított. 1735-ben Okolicsányi János nagyváradi püspök 3000 forintott adományozott a poétikai és retorikai osztályok felállítására, így az 1735/1736. iskolai évtől már mint teljes, hat osztályú gimnázium működött. 1762-ben kétosztályos bölcsészeti (filozófiai) tagozat  is indult. A jezsuita rend 1773-as feloszlatása után  a Tanulmányi Alapból tartották fenn, egyházmegyei papok (részben egykori jezsuiták) és világiak tanítottak benne egészen 1808-ig.
Amikor I. Ferenc magyar király 1802-ben visszaállította a jászóvári premontrei rendet, a nagyváradi gimnázium vezetését is a premontreiekre bizta, akik azt 1808-ben vették át. A hatályos oktatási előírásokat követve, a gimnázium 1844-től magyar nyelvű, lett, az 1850. évi Entwurf nyolc osztályúvá tette, bevezette a szaktanári rendszert és az érettségit. Ettől kezdve a román nyelv mint rendkívüli, de a román ajkú tanulókra kötelező tárgyaként szerepelt. A premontreiek megannyi kiugró tehetséget bocsátottak innen útjára az évszázadok alatt. 1848-ban még csak hat, 1890-ben már tizenkilenc tanár alkotta a tantestületet. 1874-ben a gimnázium számára új épületet emeltek. Egy ideig e falak között működött a Váradi Jogakadémia is, amelyet később a Kolozsvári Magyar Királyi Ferenc József Tudományegyetembe olvasztottak be. 1887-ben a gimnáziumnak 504, 1899-ben 562, 1909-ben 610 növendéke volt.
1923-ban, amikor 700 tanulója volt az intézménynek  a román hatóságok a magyar nyelvű oktatást megszüntették. Ezt követően a rend tagjainak jelentős része a gödöllői új perjelségbe költözött.
A második bécsi döntés után 1940-ben Gerinczy Pál László prépost visszatért Váradra, és október 17-én újra megnyitotta a gimnáziumot, amely Pázmány Péter nevét vette föl. Az iskola felmenő rendszerben, kezdetben egyetlen I. osztállyal indult meg. 1943/1944-ben már négy osztály működött, az elsőt pedig párhuzamosítani kellett. Eközben a román impérium alatt kívül-belül tönkrement, egészségügyi szempontból használhatatlan épületet a magyar kormány és Nagyvárad város hozzájárulásával helyreállították, és és egy új, modern tornatermet építettek.
1945-ben, miután Nagyvárad ismét Romániához került, az iskola magyar jellege megszűnt. Az államosítása után létrejött román líceum Mihai Eminescu nevét viseli. Az épület visszaszolgáltatásáért a rend évekig sikertelenül perelte a román államot a restitúciós törvény alapján.

## Híres tanárai
- Juhász Gyula költő
- Károly Iréneusz József szerzetes, fizikus, fizika–matematika szakos
- Udvardy Ignác Ödön rajzszakos
- Tóth István, költő

## Híres növendékei
- Adorján Ármin ügyvéd, újságíró
- Bihari László színész
- Bíró József művészettörténész[3]
- Dengyel Iván színész
- Gozsdu Manó román jogász, mecénás
- Janovics Jenő színész, rendező, színigazgató
- Jelenits István piarista szerzetes
- Jurkovich Emil tankerületi igazgató, történetíró
- Kovács Árpád kisebbségpolitikus
- Mocsáry Sándor entomológus[4]
- Osvát Ernő szerkesztő, irodalomkritikus[5]
- Pásztai Ottó vegyészmérnök, helytörténész
- Ritoók Zsigmond orvos[6]
- Salamon László költő[7]
- Schwartz Árpád orvos
- Sárközi (Biber) Irén, művész